# Pobladura de Valderaduey
Pobladura de Valderaduey is een gemeente in de Spaanse provincie Zamora in de regio Castilië en León met een oppervlakte van 12,56 km². Pobladura de Valderaduey telt 44 inwoners (1 januari 2016).

## Demografische ontwikkeling
Bron: INE, 1857-2011: volkstellingen